# Thomas Oldrati
Thomas Oldrati   (Bèrgam, 20 de juliol de 1989) és un pilot d'enduro italià, Campió del Món en categoria júnior el 2008 i membre de l'equip estatal italià que guanyà el Junior Trophy als ISDE del mateix any. El 2006 havia quedat Campió d'Europa júnior en 125cc 2T. El 2009 va assolir el cinquè lloc final al Campionat del Món d'Enduro E1 i el setè a la Copa del Món d'enduro indoor.
Oldrati ha estat també tretze vegades Campió d'Itàlia d'enduro, dues d'elles en categories menors (en 50 cc el 2005 i en 125 cc 2T cadets el 2006) i onze en la màxima, sènior (2007-2023).